# Glenea masakii
Glenea masakii là một loài bọ cánh cứng trong họ Cerambycidae.